# Mistrzostwa Europy w Lekkoatletyce 1950 – bieg na 200 m kobiet

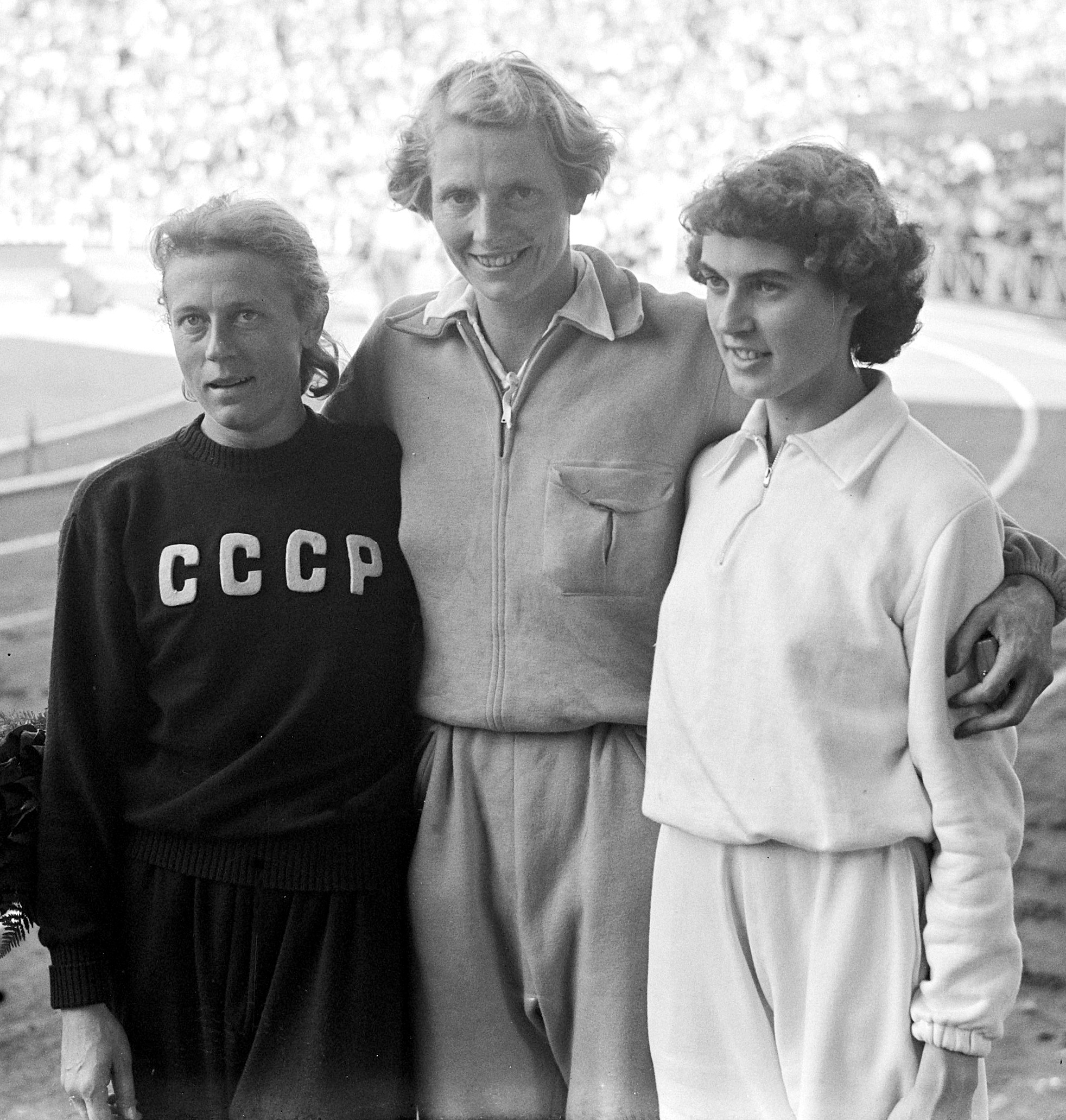
Medalistki: od lewej Sieczenowa, Blankers-Koen i Hall

Bieg na dystansie 200 metrów kobiet był jedną z konkurencji rozgrywanych podczas IV Mistrzostw Europy w Brukseli. Biegi eliminacyjne zostały rozegrane 26 sierpnia, a bieg finałowy 27 sierpnia 1950 roku. Zwyciężczynią tej konkurencji została Holenderka Fanny Blankers-Koen przed obrończynią tytułu Jewgieniją Sieczenową z ZSRR. W rywalizacji wzięło udział czternaście zawodniczek z sześciu reprezentacji.

## Rekordy
| Rekord świata     | Stanisława Walasiewicz (POL) | 23,6 | Warszawa, Polska   | 04.08.1935 |
| Rekord Europy     | Stanisława Walasiewicz (POL) | 23,6 | Warszawa, Polska   | 04.08.1935 |
| Rekord mistrzostw | Stanisława Walasiewicz (POL) | 23,8 | Wiedeń, III Rzesza | 18.09.1938 |

## Wyniki

### Eliminacje
Bieg 1
| Miejsce | Zawodniczka         | Czas | Uwagi |
| ------- | ------------------- | ---- | ----- |
| 1       | Fanny Blankers-Koen | 24,5 | Q     |
| 2       | Zoja Duchowicz      | 25,2 | Q     |
| 3       | Margaret Brian      | 25,4 |       |
| 4       | Micaela Bora        | 26,3 |       |
| 5       | Mira Tuce           | 26,5 |       |

Bieg 2
| Miejsce | Zawodniczka     | Czas | Uwagi |
| ------- | --------------- | ---- | ----- |
| 1       | Dorothy Hall    | 24,6 | Q     |
| 2       | Sanija Malszyna | 25,0 | Q     |
| 3       | Gré de Jongh    | 25,3 |       |
| 4       | Rosine Faugouin | 25,7 |       |

Bieg 3
| Miejsce | Zawodniczka           | Czas | Uwagi |
| ------- | --------------------- | ---- | ----- |
| 1       | Jewgienija Sieczenowa | 25,0 | Q     |
| 2       | Puck Brouwer          | 25,1 | Q     |
| 3       | Elspeth Hay           | 25,5 |       |
| 4       | Laura Sivi            | 25,6 |       |
| 5       | Alma Butja            | 26,8 |       |

### Finał
| Miejsce | Zawodniczka           | Czas | Uwagi |
| ------- | --------------------- | ---- | ----- |
| 1       | Fanny Blankers-Koen   | 24,0 | NR    |
| 2       | Jewgienija Sieczenowa | 24,8 |       |
| 3       | Dorothy Hall          | 25,0 |       |
| 4       | Sanija Malszyna       | 25,0 |       |
| 5       | Puck Brouwer          | 25,0 |       |
| 6       | Zoja Duchowicz        | 25,5 |       |